# John Krokidas
John Krokidas (Springfield, 1º ottobre 1973) è un regista, sceneggiatore e produttore cinematografico statunitense.

## Biografia
John Krokidas è nato da padre greco, discendente da una famiglia italiana, e madre ebrea. Ha studiato all'Università di Yale, iniziando dalla recitazione. Ha ottenuto un Bachelor of Arts, con una laurea in teatro e studi americani. In seguito si è laureato presso l'Università di New York, dove ha frequentato il Graduate Film program.
Ha diretto il lungometraggio Giovani ribelli - Kill Your Darlings (titolo originale Kill Your Darlings), presentato al Sundance Film Festival nel gennaio 2013 e selezionato nelle Giornate degli Autori alla 70ª Mostra internazionale d'arte cinematografica di Venezia. La pellicola, tratta dal romanzo E gli ippopotami si sono lessati nelle loro vasche degli scrittori di Jack Kerouac e William Burroughs, è incentrata sull'omicidio di David Kammerer da parte di Lucien Carr e di come questo coinvolga tre grandi poeti della Beat Generation: Allen Ginsberg, Jack Kerouac e William Burroughs.

## Filmografia

### Regista
- Shame No More (1999) - cortometraggio
- Slo-Mo (2001) - cortometraggio
- Giovani ribelli - Kill Your Darlings (Kill Your Darlings) (2013)
- Black Box – serie TV, 2 episodi (2014)
- Wayward Pines – serie TV, 1 episodio (2016)

### Sceneggiatore
- Shame No More (1999) - cortometraggio
- Slo-Mo (2001) - cortometraggio
- Anatomy of a Socially Awkward Situation (2008) - cortometraggio
- Giovani ribelli - Kill Your Darlings (Kill Your Darlings) (2013)

### Produttore
- Billy Twist (1998) - cortometraggio
- Chainsaw Sally (2004)
- Giovani ribelli - Kill Your Darlings (Kill Your Darlings) (2013)